# Mouvement des démocrates indépendants
Le Mouvement des Démocrates Indépendants (en Arabe: حركة الديمقراطيين المستقلين) était un mouvement politique marocain de mouvance gauchiste, créé par Mohamed Moujahid, Ilyas El Omari, Aziz Benazzouz et Abdelali Guemira  en 1996.
En 2002, le mouvement a fusionné avec d'autres formations de gauche marocaine (l'OADP, le mouvement pour la démocratie, potentialités de Gauche) pour créer la "Gauche Socialiste Unifiée", connue maintenant comme le Parti socialiste unifié, ou PSU.